# Sjoukje Dufoer
Sjoukje Dufoer (Brugge, 5 oktober 1987) is een Belgisch voormalig wielrenster. Ze was actief op de weg en op de baan. Ze reed in 2008 voor het vrouwelijke team van Topsport Vlaanderen. Ze won in 2006 de eerste editie van de Erondegemse Pijl, in 2009 won ze de tweede etappe van de Tour de Limousin en in 2011 werd ze derde in de Omloop van het Hageland.

## Teams
- 2006: Reigerloteam Beernem
- 2007: Oostende Noordzee
- 2008-2012: Topsport Vlaanderen - Thompson Ladies Team
- 2016: Autoglas Wetteren - Coolens

## Palmares
2006
- Erondegemse Pijl (V)

2008
- Incourt (V)
- Flobecq (V)

2009
- 2e etappe Tour de Limousin